# Lipno
Lipno – miasto w Polsce położone w województwie kujawsko-pomorskim, siedziba powiatu lipnowskiego oraz gminy wiejskiej Lipno.
W XIX w. za czasów zaboru rosyjskiego miasto powiatowe guberni płockiej, następnie w województwie warszawskim (1919–1938) i pomorskim (1938–1939). W latach 1945–1954 siedziba wiejskiej gminy Jastrzębie. W latach 1975–1998 miasto administracyjnie należało do województwa włocławskiego. Od 1999 r. po reformie administracyjnej jest siedzibą powiatu lipnowskiego.
Według danych GUS z 31 grudnia 2023 roku miasto liczyło 13 380 mieszkańców.
Miejsce popisów szlachty ziemi dobrzyńskiej I Rzeczypospolitej. Miejsce obrad sejmików ziemskich ziemi dobrzyńskiej od XVI wieku do pierwszej połowy XVIII wieku.

## Położenie

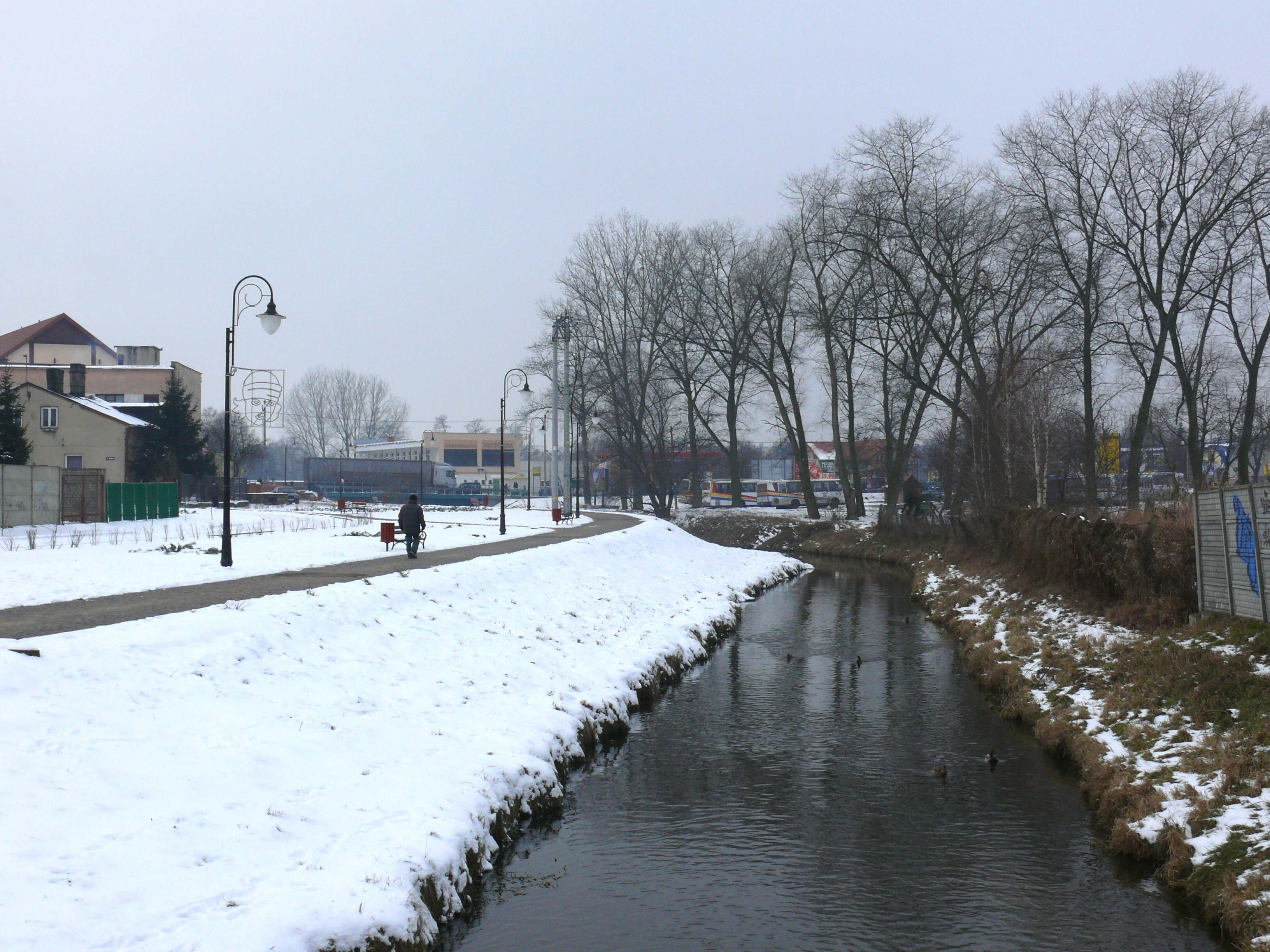
Bulwar Poli Negri nad Mieniem

Miasto znajduje się w ziemi dobrzyńskiej. Jako trzecie w historii tych ziem uzyskało prawa miejskie. Odbywały się w nim sejmiki ziemskie.
Geograficznie Lipno usytuowane jest na Pojezierzu Dobrzyńskim. Odległość od Płocka wynosi 50 km, od Włocławka 23 km, od Torunia 54 km. Miasto oddalone od Warszawy o 160 km.
Przez miasto przepływa rzeka Mień.
Według danych z 1 stycznia 2010 roku powierzchnia miasta wynosi 10,99 km². Miasto stanowi 1,07% powierzchni powiatu.
Według danych z 2002 Lipno ma obszar 10,88 km², w tym:
- użytki rolne: 52%,
- użytki leśne: 13%.

## Historia
- I wiek p.n.e. – osadnictwo łużyckie[6]
- X – XI wiek – osada wczesnośredniowieczna[7], przynależność osady lipnowskiej do Polski Piastowskiej[8]
- XIII – XIV wiek – najeżdżanie polskich terenów, m.in. Lipna i ziemi dobrzyńskiej przez Litwinów i Krzyżaków[8],
- 1343 – odbicie Lipna i ziemi dobrzyńskiej z rąk krzyżackich i przywrócenie tych terenów Polsce po pokoju w Kaliszu,
- 1349 – nadanie praw miejskich na prawie chełmińskim,
- 1392 – 1405 – zajęcie tych ziem przez Krzyżaków i przywrócenie ich Polsce w 1405 roku[potrzebny przypis],
- 1409 – 1410 – odbijanie tych ziem podczas wojny polsko-krzyżackiej m.in. zajęcie Lipna w 1409 r. przez Krzyżaków, ostateczne odbicie i przejście pod polskie panowanie w 1410 roku po bitwie pod Grunwaldem,
- 1411 – I pokój toruński potwierdza ostateczny powrót Lipna i ziemi dobrzyńskiej do Korony Królestwa Polskiego[potrzebny przypis],
- 1422 – akt powtórnej lokacji od króla Władysława Jagiełły.

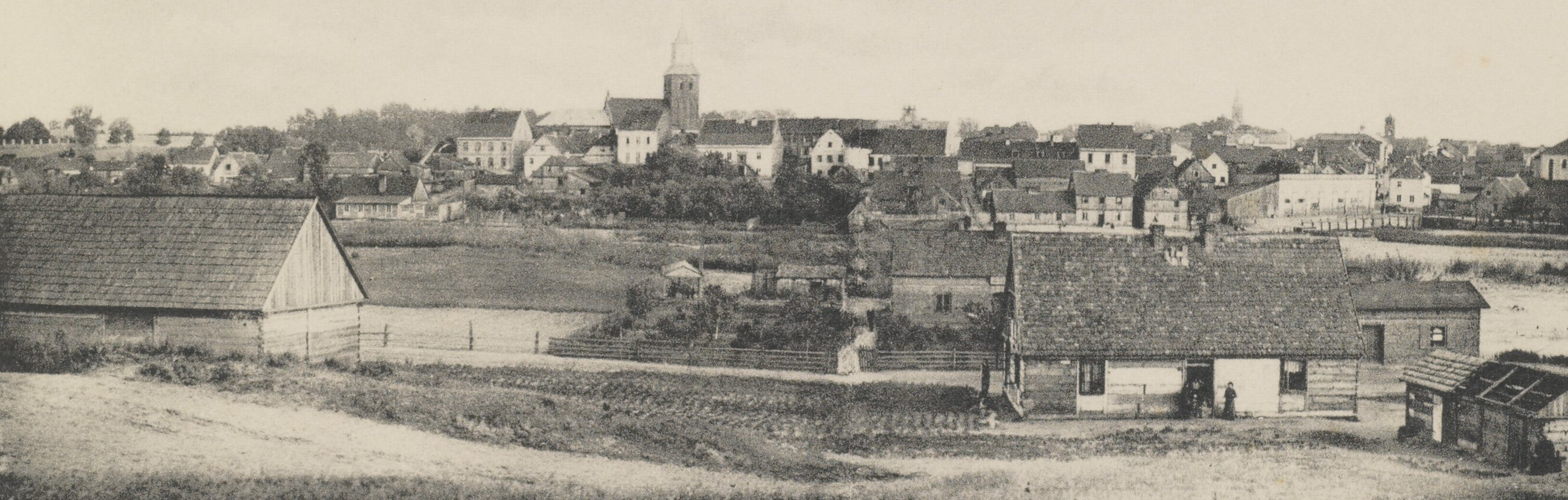
Widok Lipna przed 1908

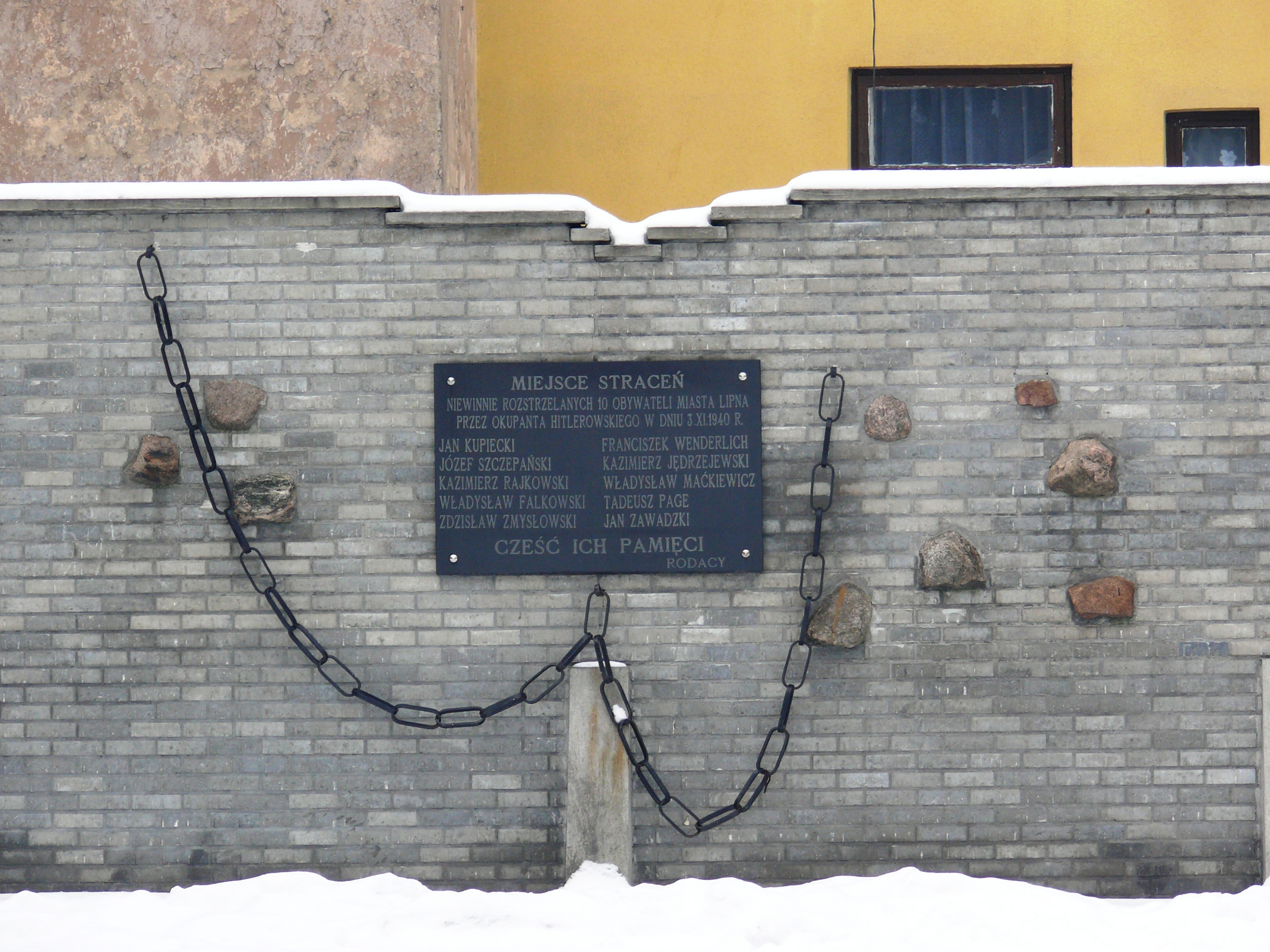
Miejsce straceń

- XV i XVI wiek– duży ośrodek wytwórczy,
- XV – XVIII w. – siedziba sądu ziemskiego,
- 1793 – miasto pod administracją zaboru pruskiego po II rozbiorze Polski,
- 1807 – miasto w Księstwie Warszawskim,
- 1815 – miasto w Królestwie Polskim (część Imperium Rosyjskiego) w zaborze rosyjskim[8],
- 1863 – w Lipnie i okolicach miały miejsce liczne walki polskich mieszkańców z carskimi oddziałami, m.in. w lasach pod Skępem koło Lipna podczas powstania styczniowego przeciwko rosyjskiemu zaborcy[8], nasilona rusyfikacja i represje po upadku powstania,
- 1918 – Lipno staje się częścią odrodzonej, niepodległej Polski,
- 1939 – początek niemieckiej okupacji, liczne zbrodnie na ludności polskiej i żydowskiej,
- 1941–1945 – podczas okupacji niemieckiej była używana nazwa niem. Leipe,
- 1946 – 5 lipca oddział Narodowego Zjednoczenia Wojskowego rozbił tutejszy posterunek Milicji Obywatelskiej[9]
- 1375–, 1919–1975 i od 1999 – siedziba powiatu

## Przynależność państwowa przed i po lokacji

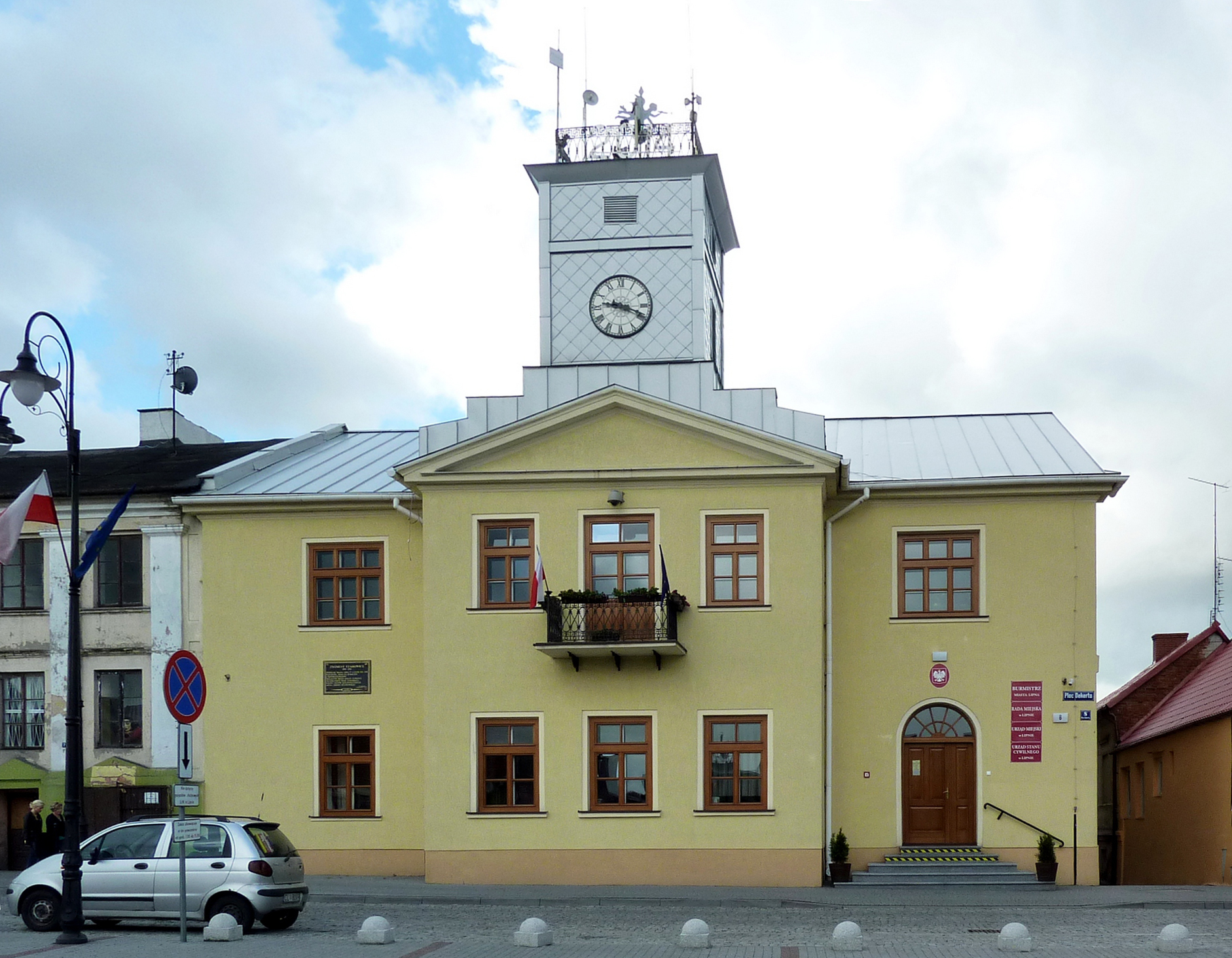
Klasycystyczny ratusz w Lipnie

Prawa miejskie Lipno posiada dopiero od 1349 roku, jednak wcześniej istniało jako osada i wioska.
- przed 966 rokiem – tereny polskiego plemienia, Mazowszan,
- 966-1138 – Polska Piastowska,
- 1138-1320 – Polska w okresie rozbicia dzielnicowego, polskie Księstwo mazowieckie[10],
- 1320-1329 – Zjednoczone Królestwo Polskie,
- 1329-1343 – Państwo zakonu krzyżackiego,
- 1343-1392 – Zjednoczone Królestwo Polskie, od 1385 Korona Królestwa Polskiego,
- 1392-1405 – Państwo zakonu krzyżackiego,
- 1405-1569 – Korona Królestwa Polskiego
  - 1409-1410 – okupacja krzyżacka,
- 1569-1793 – Korona Królestwa Polskiego I Rzeczypospolitej,
- 1793-1807 – Królestwo Prus (zabór pruski),
- 1807-1815 – polskie Księstwo Warszawskie,
- 1815-1918 – Królestwo Kongresowe w składzie Imperium Rosyjskiego (zabór rosyjski),
  - 1915-1918 – okupacja niemiecka,
- 1918-1945 – II Rzeczpospolita Polska,
  - 1939-1945 – okupacja niemiecka, III Rzesza,
- 1945-1989 – Polska Rzeczpospolita Ludowa,
- od 1989 do dziś – III Rzeczpospolita Polska,

## Demografia
Dane z 31 grudnia 2011 r.
| Opis                              | Ogółem | Ogółem | Mężczyźni | Mężczyźni | Kobiety | Kobiety |
| --------------------------------- | ------ | ------ | --------- | --------- | ------- | ------- |
| jednostka                         | osób   | %      | osób      | %         | osób    | %       |
| populacja                         | 15 027 | 100    | 7209      | 47,97     | 7818    | 52,03   |
| zameldowanych na stałe            | 14 517 | 100    | 6961      | 47,95     | 7556    | 52,05   |
| zameldowanych czasowo             | 510    | 100    | 248       | 48,63     | 262     | 51,37   |
| gęstość zaludnienia [mieszk./km²] | 1367   | 1367   | 656       | 656       | 711     | 711     |

### Ludność
- 1800 – 480 mieszkańców
- 1808 – 917
- 1825 – 3008
- 1827 – 2891
- 1857 – 3884
- 1897 – 6214
- 1919 – 8467
- 1921 – 8630
- 1939 – 12 018
- 1946 – 8389
- 1991 – 14 300
- 2004 – 14 872
- 2006 – 14 884[11]
- 2008 – 14 787
- 2009 – 14 791
- 2010 – 15 089
- 2011 – 15 020
- 2012 – 15 077

Wykres liczby ludności Lipna od początku wieku XIX
Miasto nawiedziły epidemie w latach: 1348, 1623, 1626–1629, oraz 1708–1709. Przed wybuchem II wojny światowej 40% mieszkańców Lipna stanowiła ludność pochodzenia żydowskiego.

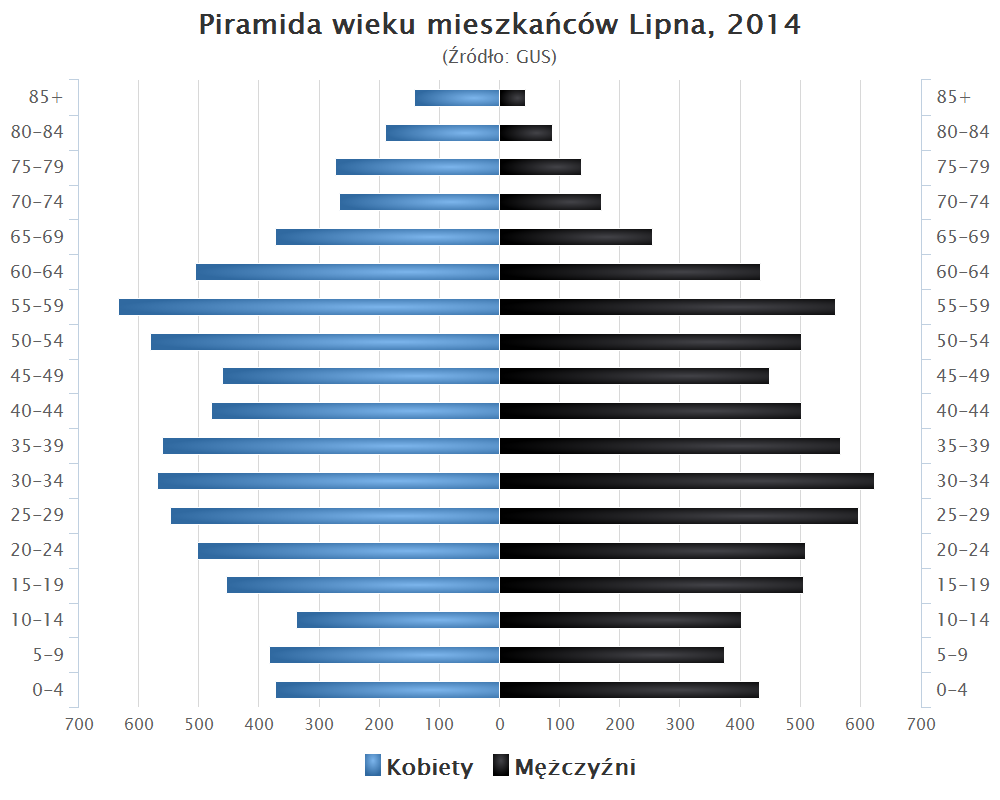
Piramida wieku mieszkańców Lipna w 2014 roku

## Zabytki

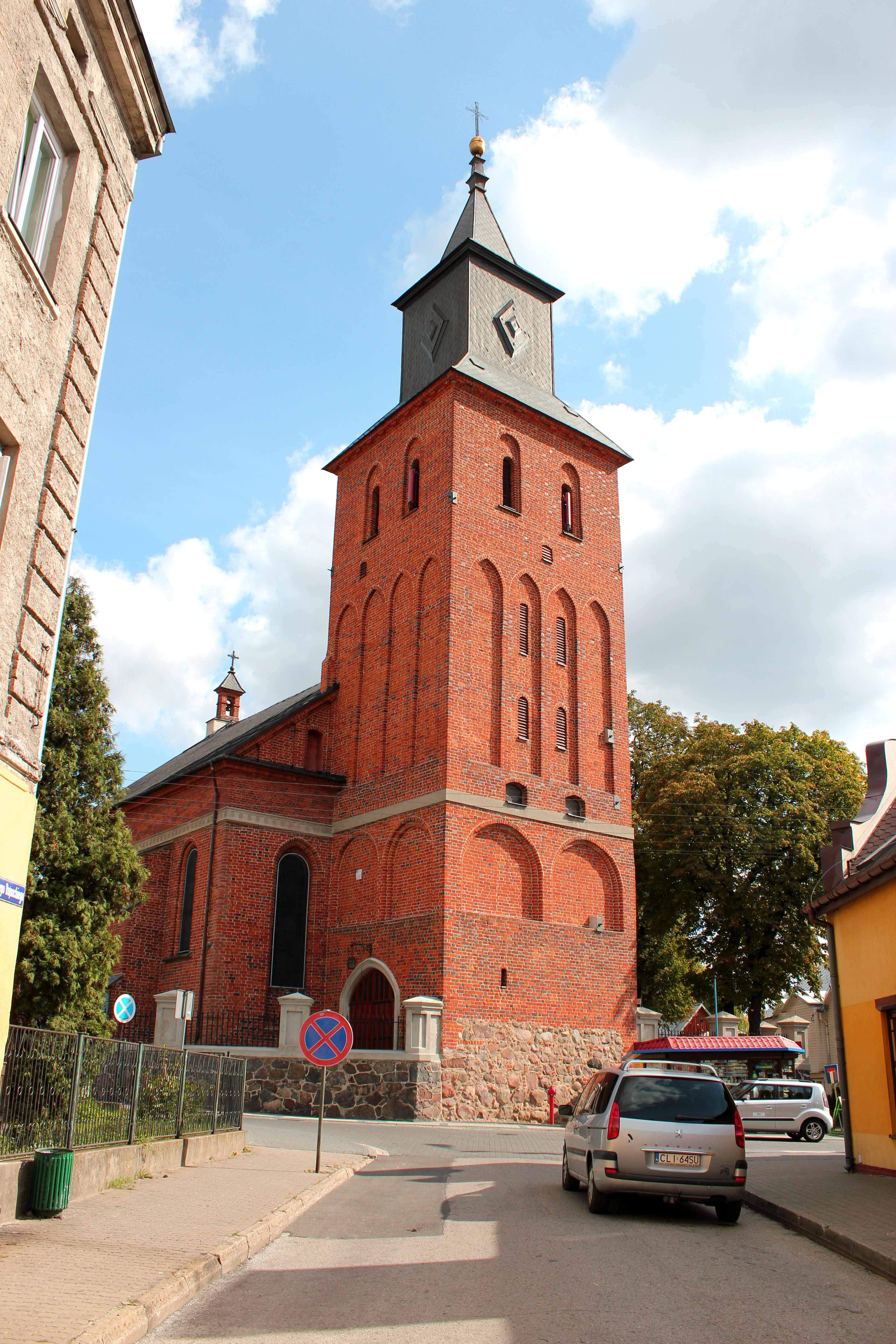
Kościół Wniebowzięcia NMP

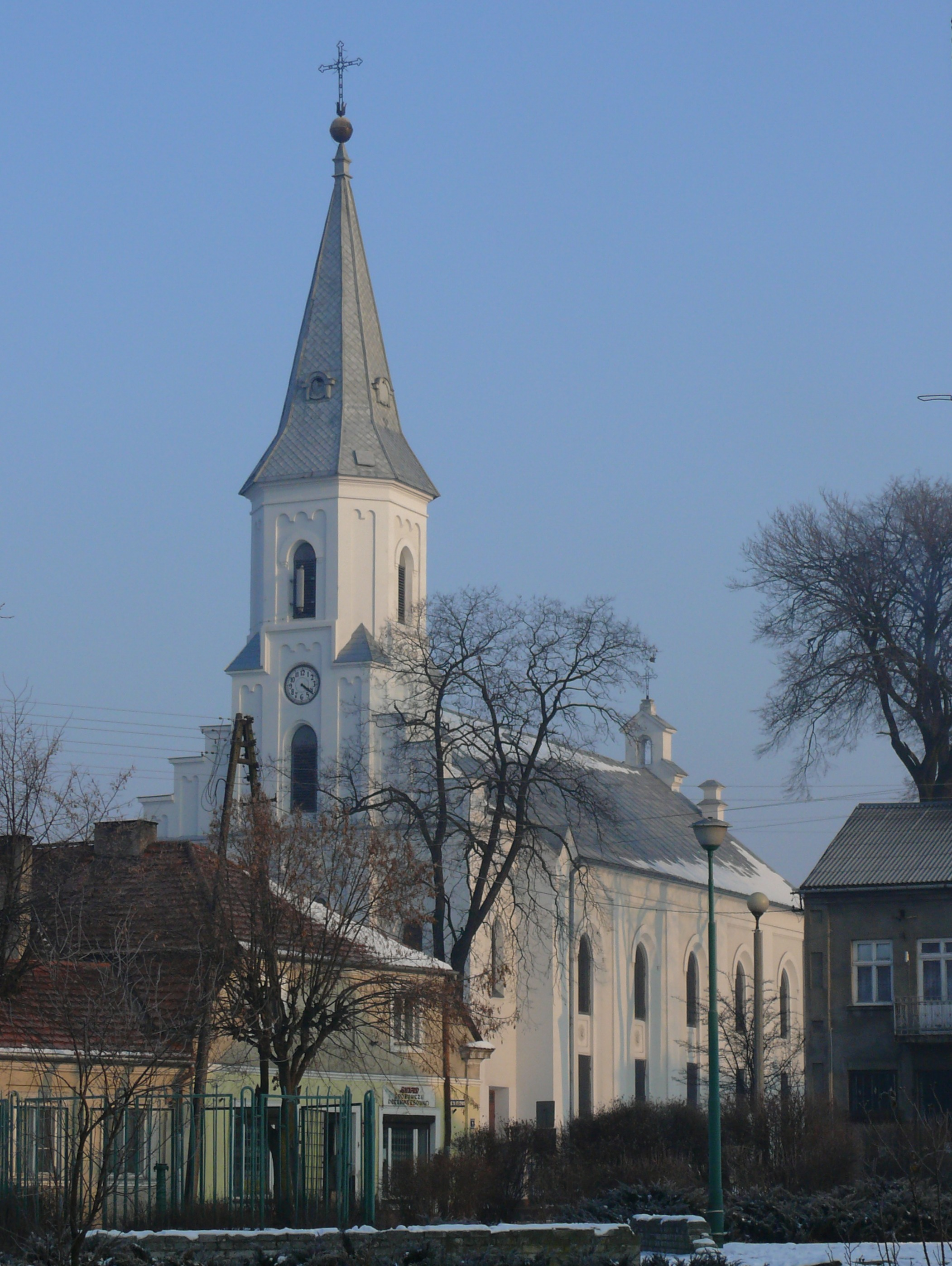
Kościół ewangelicko-augsburski

- Park miejski w Lipnie założony w 1914 roku Położony jest w południowo-wschodniej części miasta, zajmując wzgórze morenowo-czołowe o powierzchni ok. 11 ha. Ma charakter przejściowy między drzewostanem naturalnym a założeniem parkowym. Najliczniej reprezentowane gatunki stanowią sosny, dęby szypułkowe. „Dąb Wolności” został posadzony w 1918 jako symbol uwolnienia spod jarzma zaborcy. W latach 20. XX w Parku odsłonięty został Pomnik Poległych, usunięty później przez niemieckiego okupanta. Przy północnym wejściu znajduje się pomnik Niepodległości. Głównym elementem kompozycyjnym jest polana przylegająca do alei poprzecznej, utrzymana w formie parteru kwiatowego, gdzie dawniej znajdował się zegar kwiatowy i herb, kawiarnia, a także staw, po którym pływały łabędzie. Centralnym punktem polany jest okrągły kwietnik, a nieco dalej znajduje się zabytkowa drewniana altana z 1924. Część zachodnia utrzymana jest w stylu naturalistycznym ze swobodnie prowadzonymi alejami, a najwyższy punkt zajmuje amfiteatr z muszlą koncertową zbudowany w końcu lat 70. W okresie międzywojennym park otrzymał czwartą lokatę w kraju za nasadzenia drzew i był wysoko notowany w rankingach europejskich. Wejście do Parku było wówczas płatne.

- gotycki Kościół Wniebowzięcia Najświętszej Maryi Panny

Zbudowany w 1388 w stylu gotyckim, najprawdopodobniej na miejscu wcześniej istniejącego. Zamknięty pod koniec XVIII, a ponownie otwarty w 1819. Po remoncie cały budynek został obniżony, co wpłynęło na utratę cech charakterystycznych dla stylu gotyckiego. W drugiej połowie XIX dobudowano kaplice św. Barbary i św. Teresy, przebudowano kruchtę. Okna ostrołukowe w prezbiterium i nawie zdobione są witrażami. Ołtarz wykonany w pierwszej połowie XVIII, a przeniesiony z klasztoru Ojców Bernardynów w Skępem ok. 1762. Odnawiany był w latach 1952 i 1975. W kościele znajdują się również dwa ołtarze boczne rokokowe z fragmentami barokowymi z XVIII.
- neogotycki kościół ewangelicko-augsburski z lat 1865–1868
- neogotycka kaplica cmentarna z 1837
- ratusz klasycystyczny zbudowany po 1831
- domy z XIX
- Od początku wieku XX działała w Lipnie parafia prawosławna z murowaną cerkwią przy ul. Gdańskiej. Po przebudowie w latach 20. i 30. XX wieku budynek przeznaczono na Dom Ludowy, obecnie mieści się w niej kino „Nawojka”
- stara synagoga z XIX, obecnie na jej miejscu znajduje się apteka „Nowa”
- nowa synagoga z pocz. XX, obecnie dom towarowy.
- cmentarz ewangelicko-augsburski z I połowy XIX wieku
- cmentarz parafii-rzymskokatolickiej z XIX wieku

## Edukacja

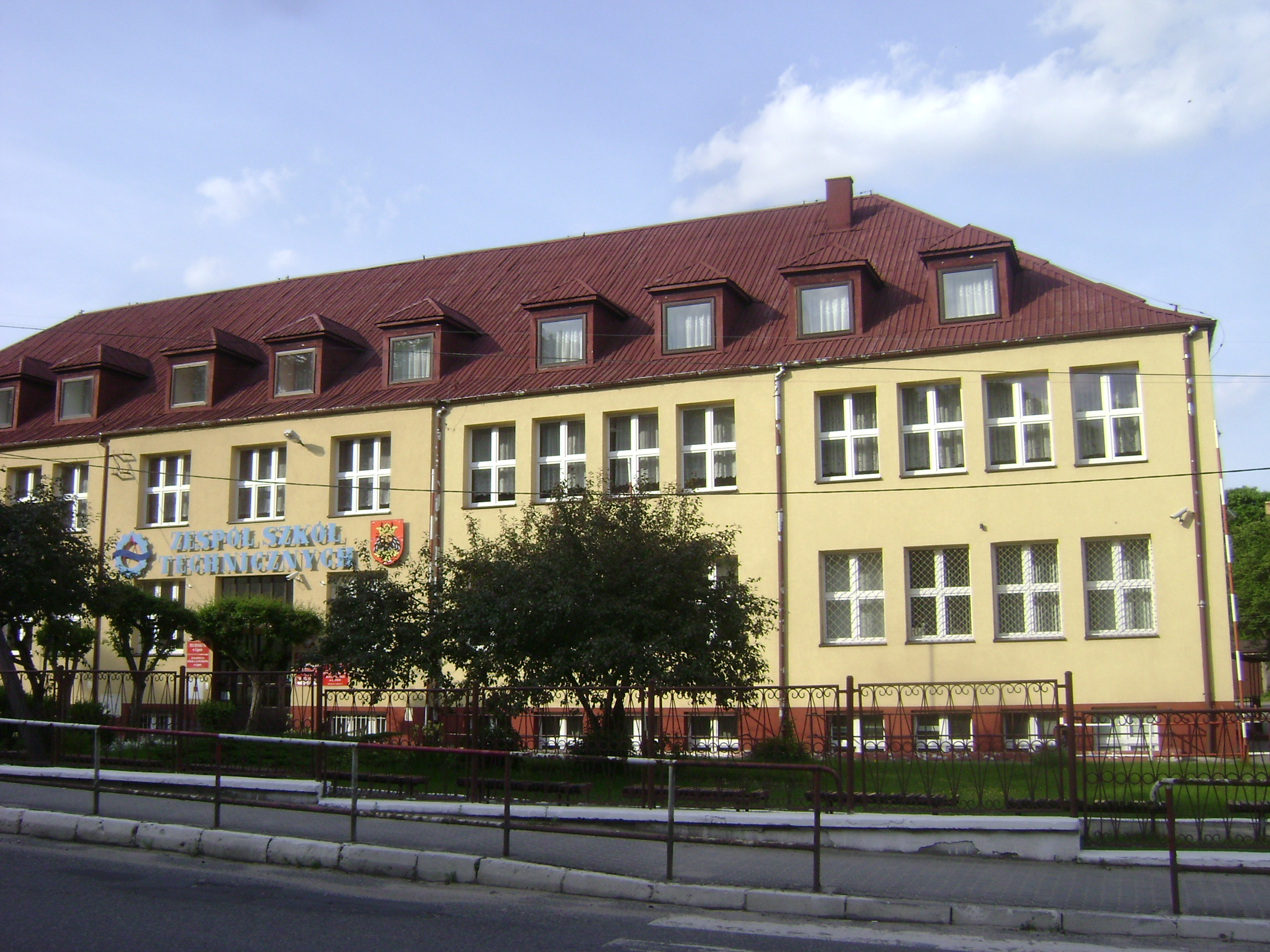
Zespół Szkół Technicznych im. Ziemi Dobrzyńskiej

- Szkoła Podstawowa nr 2 im. Władysława Broniewskiego
- Szkoła Podstawowa nr 3 im. Mikołaja Kopernika
- Szkoła Podstawowa Specjalna nr 4 im. Janusza Korczaka
- Szkoła Podstawowa nr 5 im. Jana Pawła II
- Publiczne Gimnazjum im. Noblistów Polskich
- Gimnazjum Prywatne im. Jadwigi Jałowiec
- Liceum Ogólnokształcące im. Romualda Traugutta
- Zespół Szkół Technicznych im. Ziemi Dobrzyńskiej

## Sport w mieście

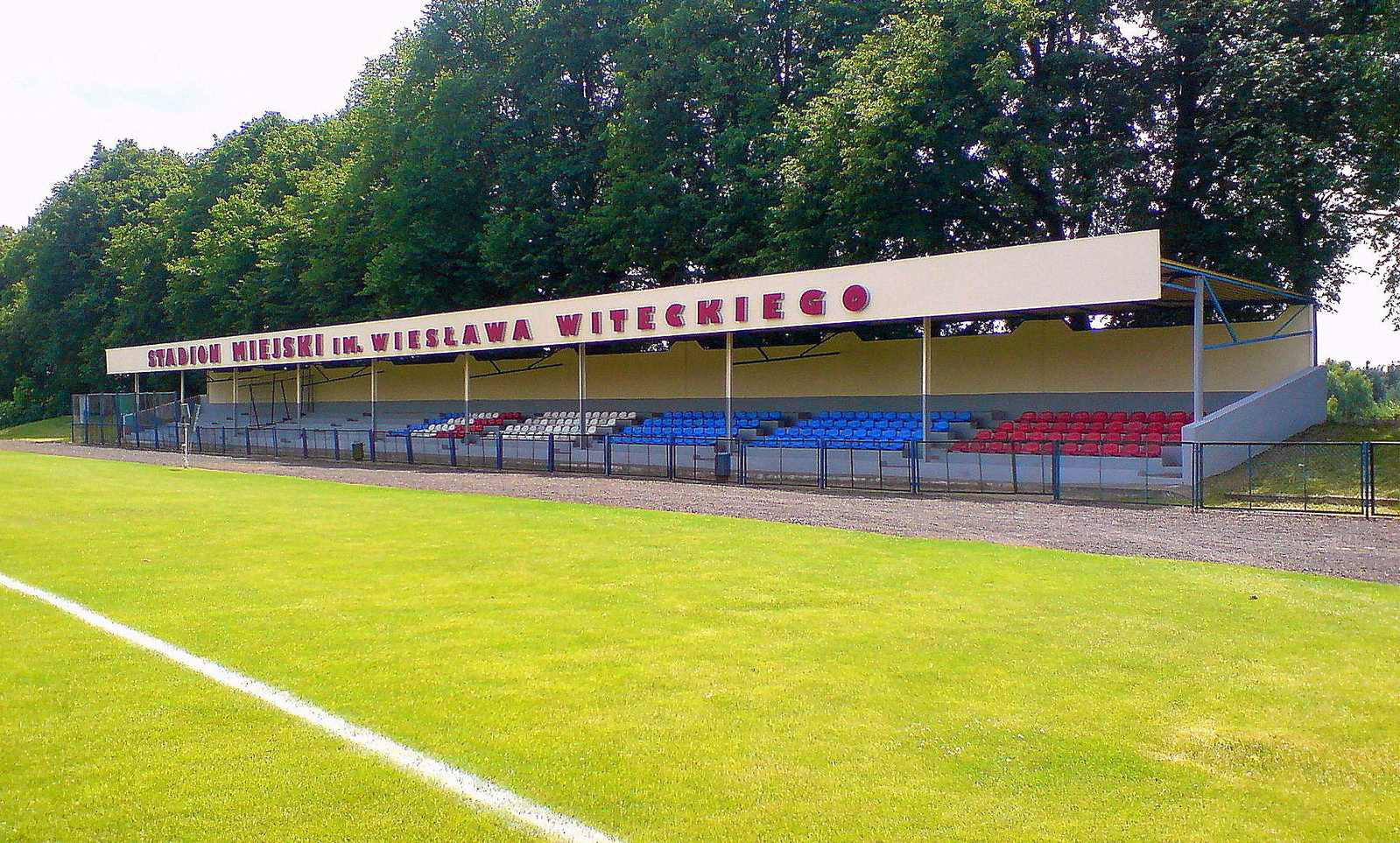
Stadion im. Wiesława Witeckiego

### Klub piłkarski Mień
Jego założycielem był w 1922 nauczyciel miejscowego gimnazjum Jan Horowica. W 1934 na peryferiach miasta do użytku oddano stadion. Największe sukcesy drużyna odnosiła w latach 1983–1984 i 1990–2001 grając w III lidze i mając za przeciwników drużyny z Pomorza, Śląska czy Wielkopolski. Od sezonu 2001-2002 drużyna gra w IV lidze kujawsko-pomorskiej. Mień Lipno na swoim boisku podejmowała m.in.: Legię Warszawa, Polonię Warszawa, Widzew Łódź oraz Wisłę Płock. Aktualnie występuje w V lidze kujawsko-pomorskiej.

### Motocross
W mieście istnieje również motocrossowy klub Jastrząb. Z lipnowskim motocrossem związany jest tor przy ul. Wyszyńskiego, który jest jednym z najatrakcyjniejszych w Europie. Uczestnikami zawodów byli m.in. sportowcy z Białorusi, Czech, Estonii, Litwy, Łotwy, Niemiec, Rosji. Z zawodników klubowych należy wymienić m.in. Jacka Olszewskiego, Marcina Abramowskiego, Michała Stępińskiego i Mateusza Ognistego.

### Karate
Od dziesięciu lat w Lipnie działa klub Kyokushin Karate, zrzeszając ok. 80 osób. Lipnowscy karatecy posiadają liczne osiągnięcia w działalności sportowej, do których zaliczyć można m.in. tytuł mistrza Europy

### Lipnowiak Lipno
Od 2005 roku funkcjonuje Międzyszkolny Klub Sportowy siatkówki dziewcząt „Lipnowiak” w Lipnie.

## Administracja i samorząd
Miasto jest członkiem stowarzyszenia Unia Miasteczek Polskich.

## Wspólnoty religijne

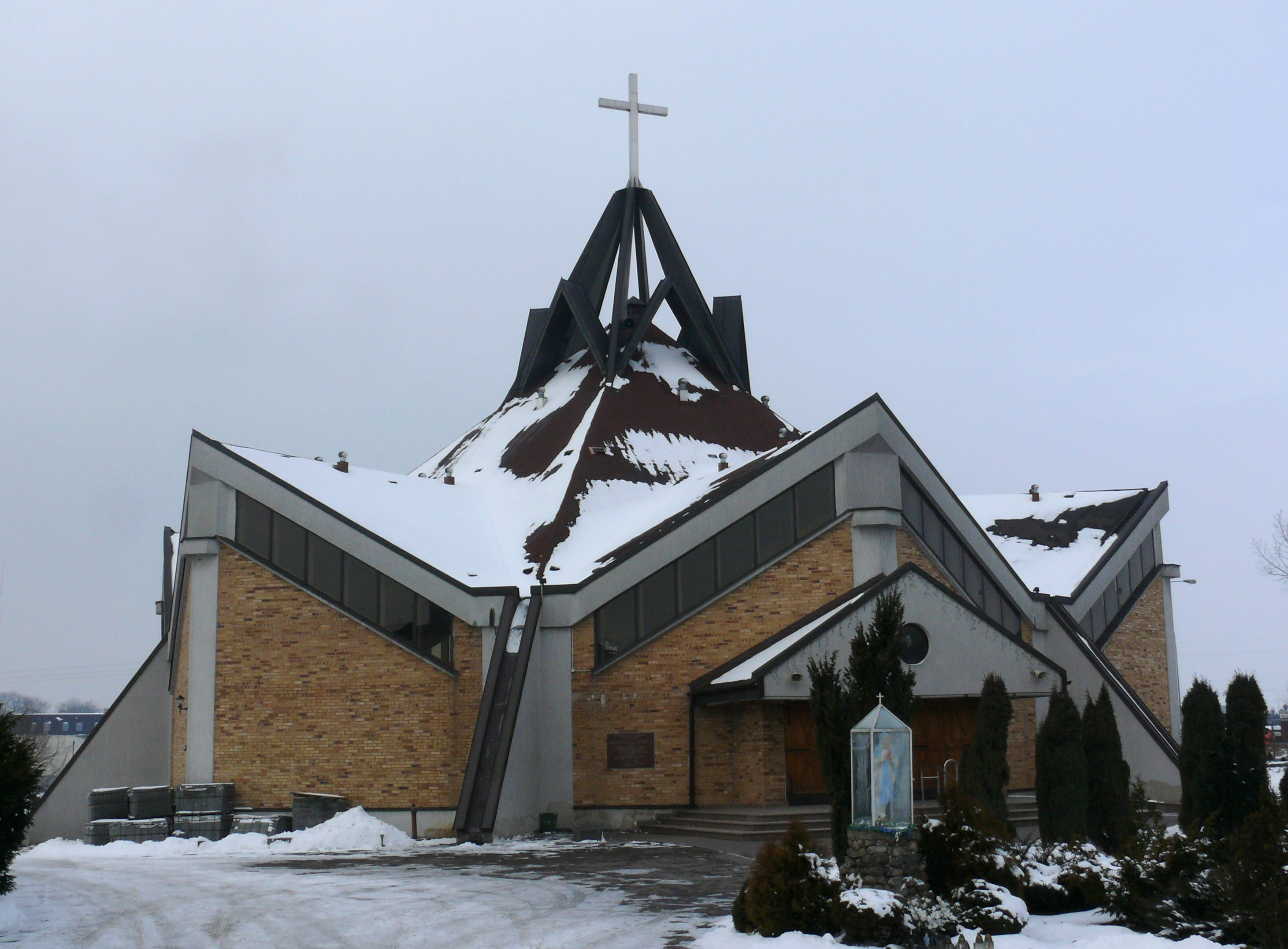
Kościół bł. Michała Kozala BM

### Kościół Ewangelicko-Augsburski
- parafia Ewangelicko-Augsburska w Lipnie

### Kościół katolicki
- parafia Wniebowzięcia Najświętszej Maryi Panny w Lipnie
- parafia bł. Michała Kozala w Lipnie

### Świadkowie Jehowy
- zbór Świadków Jehowy[16]

## Komunikacja

### Kolejowa
W Lipnie znajduje się stacja kolejowa Lipno, leżąca na linii kolejowej nr 27, otwarta 23 stycznia 1937. Obsługiwana jest przez spółkę Arriva RP. W rozkładzie 2024/2025 w relacji Toruń Główny – Lipno - Sierpc przewidziano 6 par pociągów od poniedziałku do piątku, 3 pary w sobotę i 4 pary w niedzielę.
Kolej wąskotorowa dotarła do Lipna w 1915, za sprawą otwarcia linii Lubicz Wąskotorowy I - Sierpc Wąskotorowy, przebiegającej przez Lipno Płockie, potem przedłużonej do Nasielska. W 1937 ruch na odcinku Lubicz Wąskotorowy I -  Sierpc Wąskotorowy zamknięto, a linię zlikwidowano.

### Samochodowa
Miasto jest ważnym węzłem drogowym. Znajduje się przy drodze krajowej nr 10 (Szczecin – Bydgoszcz – Lipno – Płońsk) i nr 67 (Włocławek – Fabianki – Lipno) oraz na drodze wojewódzkiej nr 557 (Lipno – Rypin), nr 558 (Lipno – Wielgie) – w stronę Dobrzynia nad Wisłą i nr 559 (Lipno – Płock).
W mieście funkcjonują dwa dworce autobusowe funkcjonujące w centrum miasta w rejonie ul. 3 Maja. Dworzec na rogu ulic 3 Maja i 22 Stycznia oddany do użytku w 2007 r. obsługuje kursy Kujawsko-Pomorskiego Transportu Samochodowego i Arrivy Bus o. Toruń w kierunku Bydgoszczy, Torunia, Brodnicy i Włocławka wyjeżdżające poza obszar powiatu lipnowskiego. Dworzec położony w kompleksie handlowo-usługowym Nowe Centrum Lipna otwarty w 2016 r. obsługuje kursy lokalne Powiatowego Zakładu Transportu Publicznego.

## Urodzeni w Lipnie

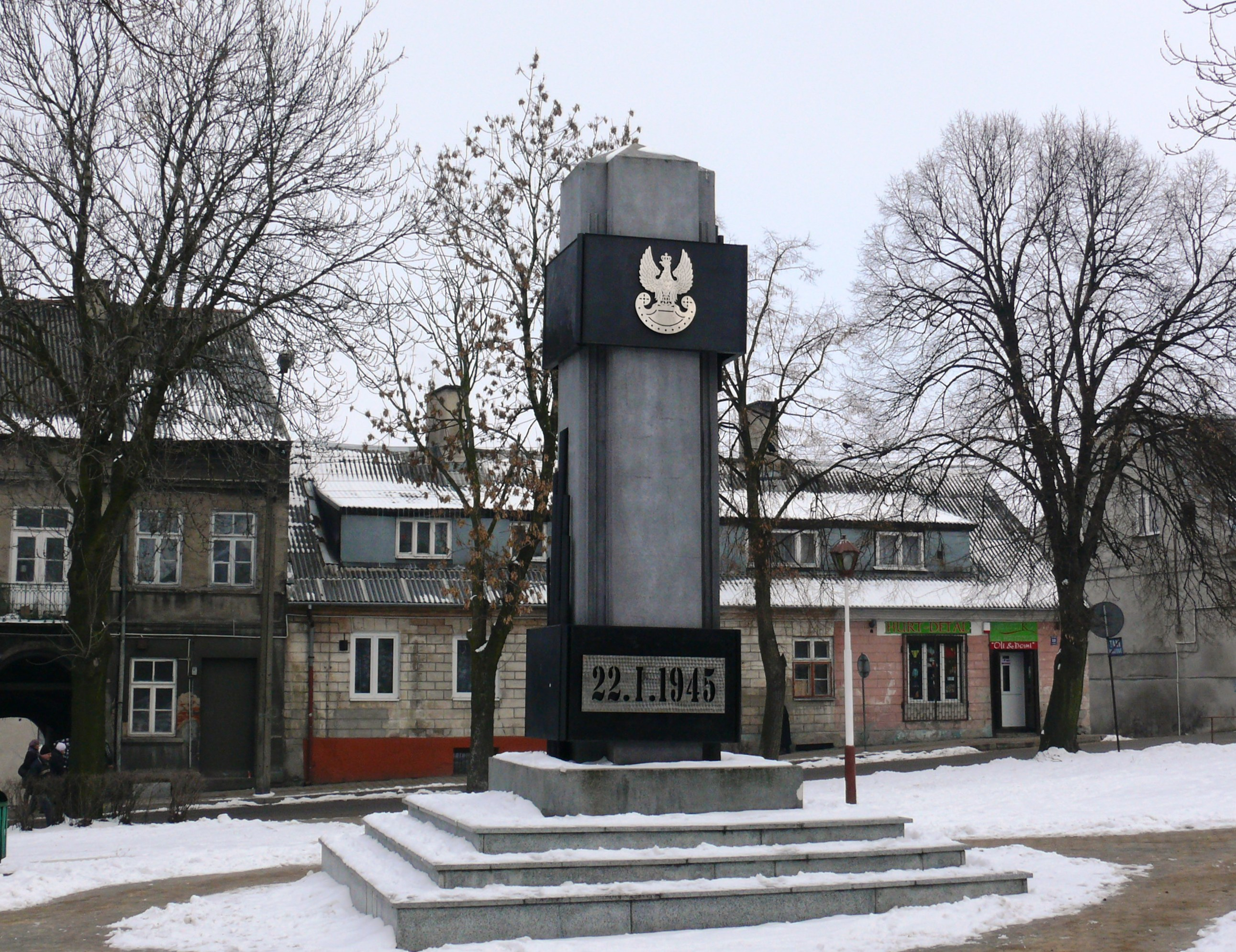
Pomnik na placu Dekerta

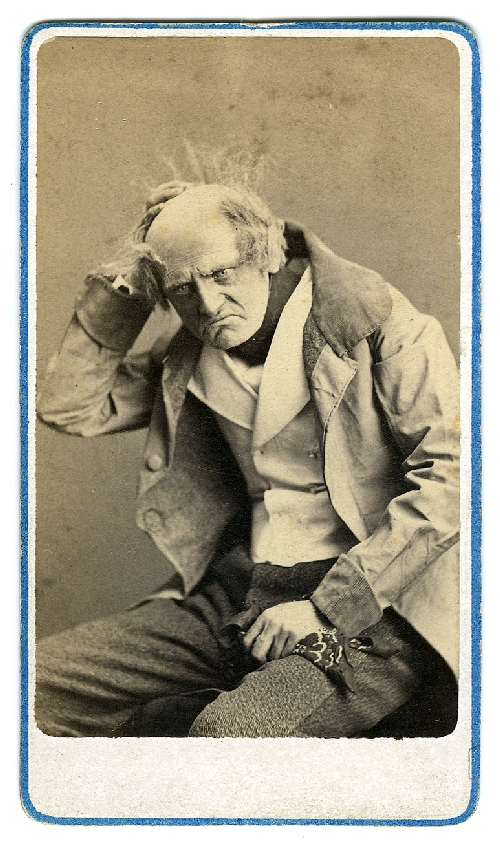
Wincenty Rapacki
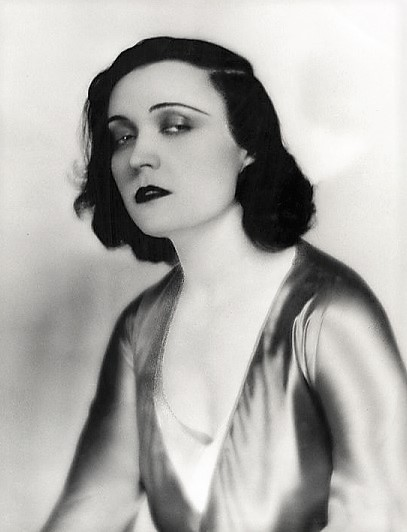
Pola Negri
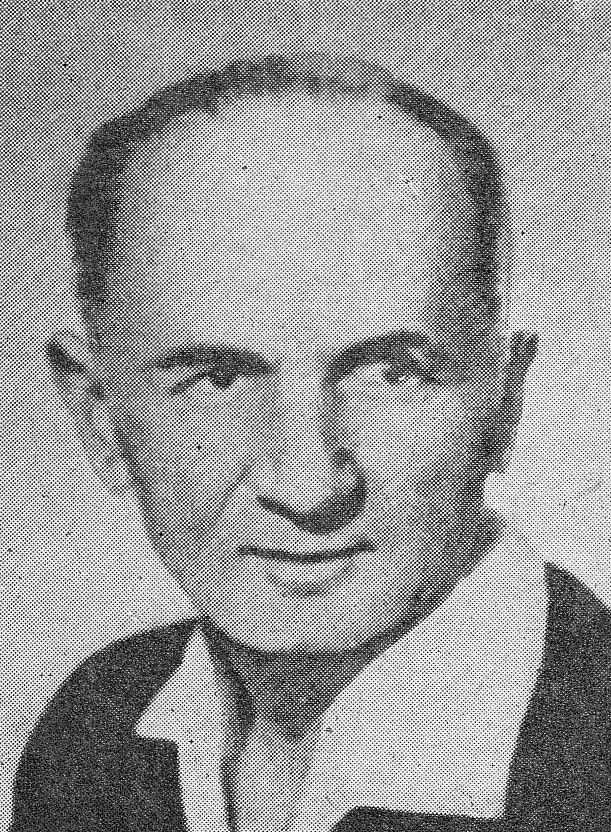
Stanisław Ossowski
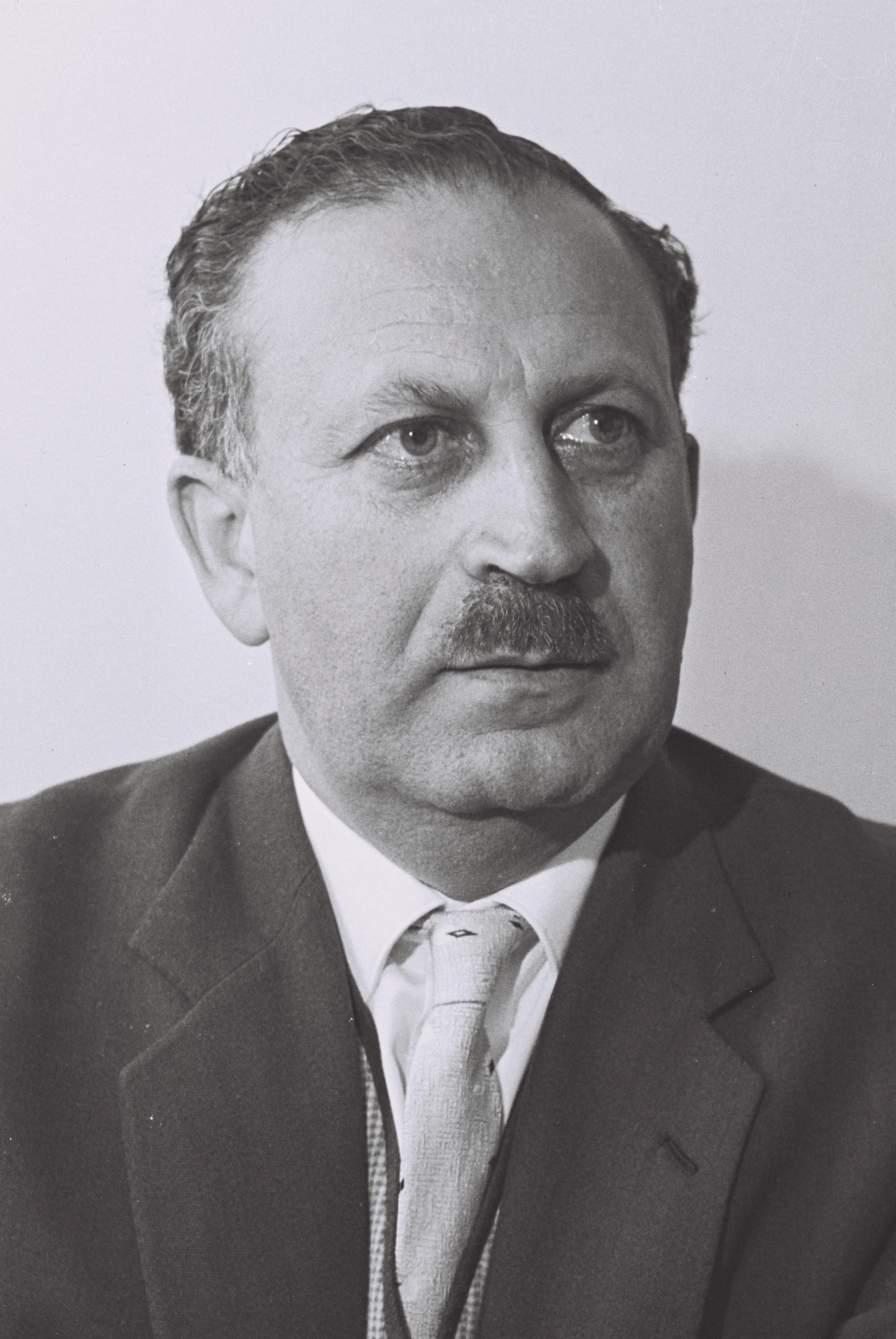
Ja’akow Meridor
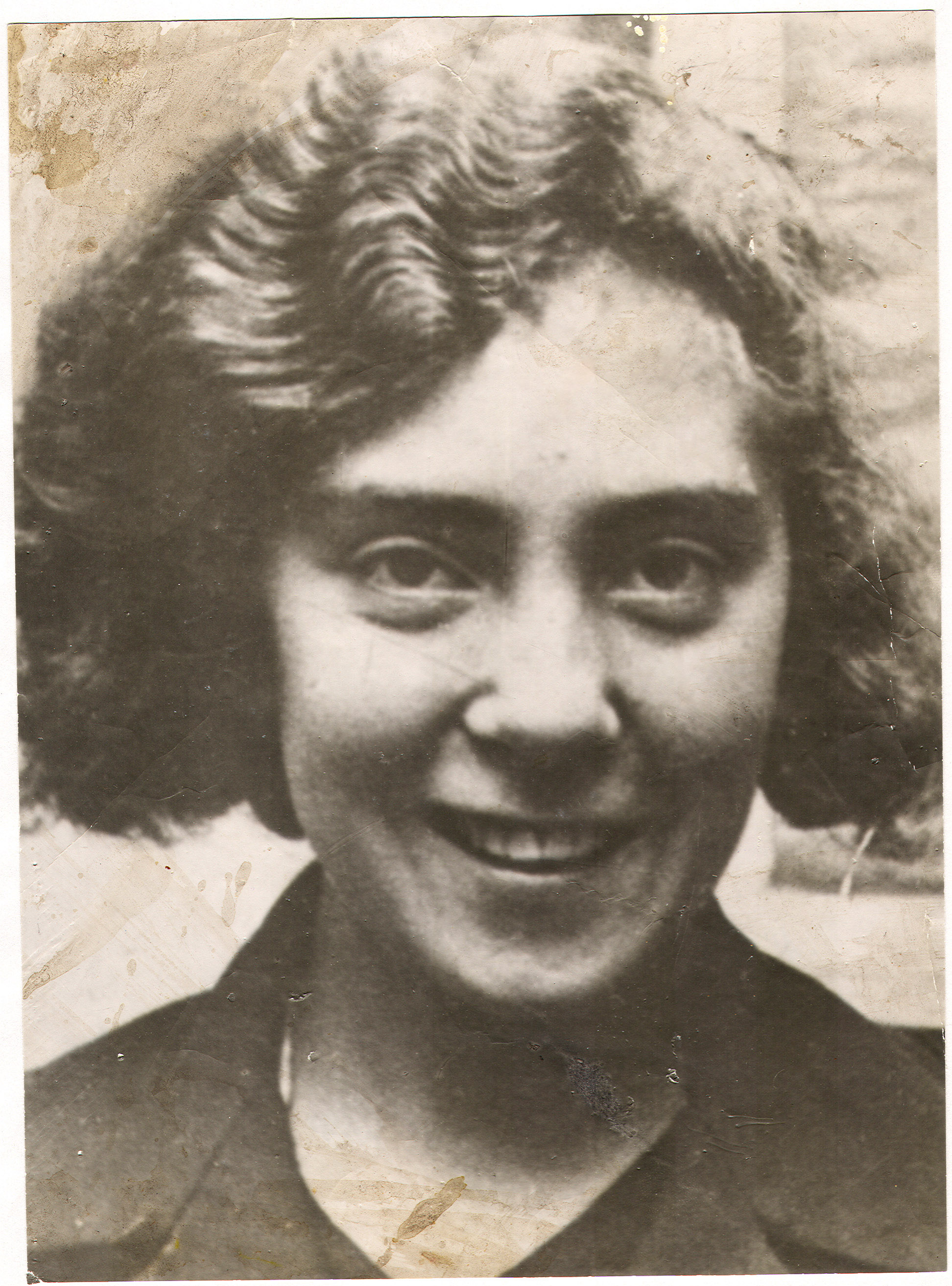
Tosia Altman
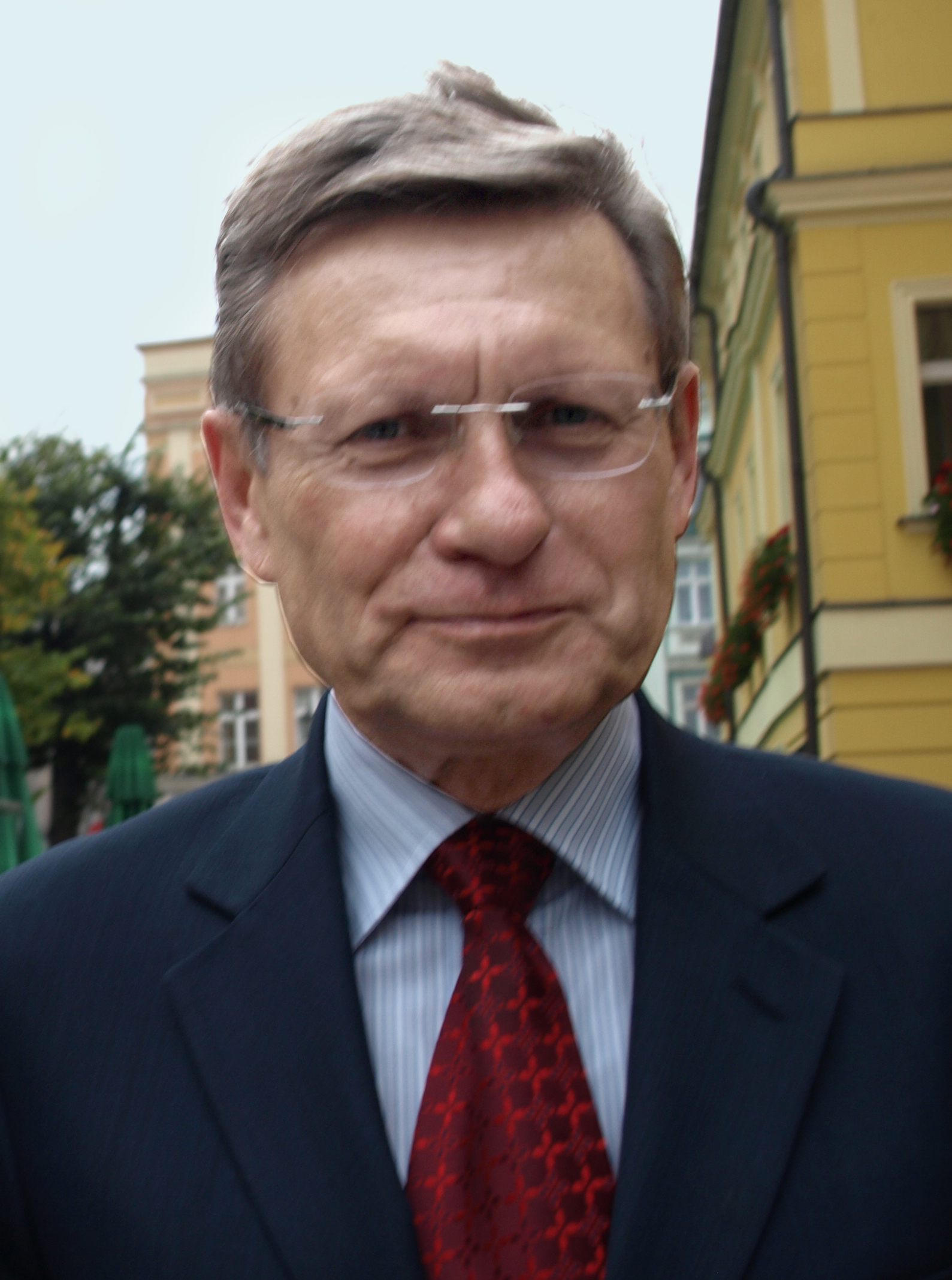
Leszek Balcerowicz

- 1840 – Wincenty Rapacki,
- 1866 – Stanisława Wroncka,
- 1896 (lub 1897) – Pola Negri,
- 1897 – Stanisław Ossowski,
- 1913 – Ja’akow Meridor,
- 1918 – Tosia Altman,
- 1925 – Henryk Czarnecki,
- 1947 – Leszek Balcerowicz.

## Media w Lipnie
- SM Lipno – debiut od 3 października 2014 o godz. 19:00.